# Steffi Nerius
Steffi Nerius (Bergen auf Rügen, 1 de julho de 1972) é uma ex-atleta alemã, campeã  mundial e medalhista olímpica do lançamento de dardo.
Sendo tetracampeã alemã, campeã europeia e medalhista de prata em Atenas 2004, depois de três medalhas de bronze em três campeonatos mundiais consecutivos ela conseguiu a medalha de ouro em casa, vencendo o Campeonato Mundial de Atletismo de 2009, em Berlim, aos 37 anos, derrotando a recordista mundial e campeã olímpica Barbora Spotakova.
Sua melhor marca – 68,34 m – é a segunda melhor de uma alemã no lançamento de dardo, atrás apenas da também campeã mundial  Christina Obergföll.